# Letizia Colajanni
Letizia Novella Colajanni (Caltanissetta, 4 aprile 1914 – Caltanissetta, 2 giugno 2005) è stata una politica italiana.
Era conosciuta e chiamata da tutti come la "signorina della pace".

## Biografia

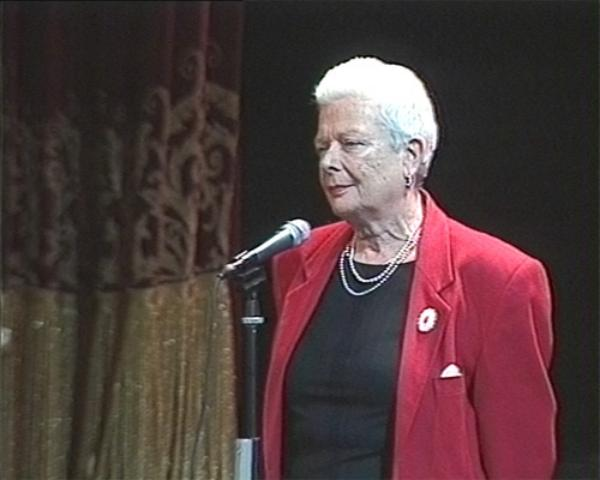
Letizia Colajanni per il 20º Anniversario dell'uccisione di Pio La Torre e Rosario Di Salvo

### Origini familiari
Nata il 4 aprile, fu registrata all'anagrafe il 9 aprile.
Era sorella di Pompeo Colajanni, comandante partigiano della resistenza italiana con il nome di battaglia di "Barbato", liberatore della città di Torino nonché dirigente del Partito Comunista Italiano. La famiglia di nascita vantava altri illustri personaggi della politica italiana. Il nonno, Pompeo Colajanni, era stato il fondatore del primo sindacato di minatori in Sicilia contro gli infortuni minerari. Letizia era anche cugina di Napoleone e Benedetto Colajanni, e pronipote di Napoleone Colajanni, il fondatore del Partito Repubblicano Italiano.

### Attività politica
È stata una figura chiave nel processo di emancipazione culturale e nei percorsi di rivendicazione sociale delle donne nissene, specialmente di quelle appartenenti alla classe femminile delle mogli e delle madri dei minatori di zolfo, (in siciliano "surfarara").
Letizia nell'immediato dopo guerra operò a sostegno delle classi meno abbienti di Caltanissetta, poi si iscrisse al PCI nel 1953.
Dapprima eletta alla carica di consigliere comunale di Caltanissetta, ottenendo 11.004 voti di preferenza su 45.111 di lista (24,39%), il 6 novembre 1962 divenne deputata nella quarta legislatura all'Assemblea regionale siciliana, subentrando al dimissionario Emanuele Macaluso; diventando così, sia pure per poco tempo, la prima donna deputato regionale all'ARS.

### Attivismo sociale
Nel 1945, fu una delle 150 fondatrici dell'Unione Donne in Italia (UDI),. Fu anche fondatrice della Associazione donne minatori e infermiera volontaria della Croce rossa.
Più avanti negli anni fu anche dirigente del Sindacato pensionati della CGIL (SPI) e dell'Auser.
Convinta cattolica, soffrì per la scomunica in quanto comunista. Fu anche una convinta femminista, pur senza assumere mai posizioni estremiste.

## Opere
Negli anni scrisse due brevi storie:
- Il testamento (1957) in Noi donne, marzo 1957.
- Fuochi di bengala (1977) in Il foglio d'arte, n. 5, maggio 1977.